# Teodosie Atanasiu
Teodosie (pe numele de mirean Teodor Atanasiu; 1851, Sascut, județul Bacău - 7 februarie 1927, Mănăstirea Neamț) a fost un cleric al Bisericii Ortodoxe Române la sfârșitul secolului al XIX-lea și începutul secolului al XX-lea, cunoscut mai ales pentru traducerea în limba română comentariilor sfântului Ioan Gură de Aur la epistolele sfântului apostol Pavel.

## Viața și activitatea
S-a născut în județul Bacău, la Sascut, în anul 1851, în familia preotului Teodor Atanasiu, primind la botez numele de Teodor. Cursurile primare și gimnaziale le-a urmat în localitatea unde s-a născut.
A urmat studii la Seminarul inferior din Roman, apoi la cel superior de la Socola, pe care îl absolvă în  anul 1871. Tot în 1871 este hirotonit diacon la catedrala episcopală din Roman, unde slujește până în 1880. 
Mai apoi este preot la biserica „Sf. Nicolae” din  Bacău (1881-1893) și protopop al județului Bacău (1881-1892). Rămas văduv în 1892, pleacă la Facultatea de Teologie Ortodoxa din Atena pentru completarea studiilor (1893-1897), unde obține licența în 1897. Este arhimandrit de scaun (vicar) la Roman (1898), egumen la mănăstirile „Sf.Spiridon” din Iași (1899-1902), apoi la „Precista Mare” din Roman (1902-1909).
Este ales, hirotonit și instalat ca arhiereu vicar la Mitropolia Ungrovlahiei, cu titlul „Ploieșteanul” și egumen la „Domnița Bălașa” din București (1909-1912), iar pentru o perioadă a fost locțiitor al scaunului mitropolitan (iulie 1911 - februarie 1912). 
La 4 februarie 1912 este ales episcop la Roman, unde a păstorit până la 1 februarie 1923, când s-a retras din scaun.
Trece la Domnul la 7 februarie 1927, la Mănăstirea Neamț.

## Lucrări
A rămas în literatura exegetică prin traducerea Omiliilor Sf. Ioan Gură de Aur la cele 14 epistole pauline (după ediția greceasca de la Oxford 1851-1862), în 9 volume, între anii 1901 și 1923, după cum urmează:
- Comentariile sau explicarea Epistolei către Galateni a celui întru Sfinți Părintelui nostru Ioan Chrisostom. Traducere din limba elină, Iași, 1901, 128 p.;
- Comentariile sau explicarea Epistolei către Galateni a celui întru Sfinți Părintelui nostru Ioan Chrisostom. Traducere din limba elină, Iași, 1901, 128 p.
- Comentariile sau explicarea Epistolei către Efeseni a celui întru Sfinți Părintelui nostru Ioan Chrisostom. Traducere din limba elină, Iași, 1902, 267 p.
- Comentariile sau explicarea Epistolei către Filipeni a celui întru Sfinți Părintelui nostru Ioan Chrisostom. Traducere din limba elină, București, 1903, XXXIX (”Viața și activitatea Sf. Chrisostom”) + 170 p.
- Comentariile sau explicarea Epistolelor către Coloseni, I și II Tesaloniceni ale celui întru Sfinți Părintelui nostru Ioan Chrisostom. Traducere din limba elină, București, 1905, 346 p.
- Comentariile sau explicarea Epistolei către Romani a celui întru Sfinți Părintelui nostru Ioan Chrisostom. Traducere din limba elină, București, 1906, 504 p.
- Comentariile sau explicarea Epistolei I Corinteni a celui întru Sfinți Părintelui nostru Ioan Chrisostom. Traducere din limba elină, București, 1908, 626 p.
- Comentariile sau explicarea Epistolei II Corinteni a celui întru Sfinți Părintelui nostru Ioan Chrisostom. Traducere din limba elină, București, 1910, 358 p.
- Comentariile sau explicarea Epistolelor I și II Timotei, Tit și Filimon ale celui întru Sfinți Părintelui nostru Ioan Chrisostom. Traducere din limba elină, București, 1911, 375 p.
- Comentariile sau explicarea Epistolei către Evrei a celui întru Sfinți Părintelui nostru Ioan Chrisostom. Traducere din limba elină, București, 1923, 395 p.

În al treilea volum publicat (comentariul la Filipeni) din 1903 publică și o Viață a sfântului Ioan Gură de Aur compilată de el după mai multe surse - pe care o numește "Viața și activitatea Sf. Christostom" -, și reluată douăzeci de ani mai târziu în volumul 9 (comentariul la Evrei, 1923), dimpreună cu explicații privind traducerea și publicarea celor nouă volume.